# Pteronemobius niveipalpus
Pteronemobius niveipalpus är en insektsart som först beskrevs av Sjöstedt 1909.  Pteronemobius niveipalpus ingår i släktet Pteronemobius och familjen syrsor. Inga underarter finns listade i Catalogue of Life.